# Neocalyptis molesta
Neocalyptis molesta (Meyrick, 1910) è una falena appartenente alla famiglia Tortricidae, endemica del Queensland (Australia).